# Riikka Purra
Riikka Purra, née le 13 juin 1977 à Pirkkala, est une femme d'État finlandaise, vice-Première ministre de Finlande et ministre des Finances depuis 2023. Elle est également députée de la circonscription d'Uusimaa pour le Parti des Finlandais, dont elle est la présidente depuis 2021.

## Biographie
En 2004, Riikka Purra obtient une maîtrise en science politique de l'université de Turku, puis elle commence des études de troisième cycle dans le même établissement, avant de les interrompre. Elle avait commencé une thèse en politique internationale mais a mis en pause ou abandonné le projet.
Riikka Purra a travaillé, entre autres, comme enseignante et chercheuse, avant de se lancer dans la politique en 2016. Elle travaille alors au bureau du Parti des Finlandais.
Elle est mariée et a deux enfants. Elle est végétarienne depuis une vingtaine d'années.

## Carrière politique
Riikka Purra s'intéresse à la politique dès son enfance et, très jeune, elle connaît, selon ses propres termes, un « éveil environnemental assez fort ». Jeune adulte, elle a voté Ligue verte pour les questions d'environnement. 
Après avoir découvert des articles en ligne de Jussi Halla-aho sur l'immigration, elle devient partisane des Vrais Finlandais. Elle affirme s'opposer à l'immigration en partie sur la base de ses propres expériences : adolescente, elle aurait été harcelée à Tampere par des hommes immigrés.
Elle est la directrice de campagne de Laura Huhtasaari lors de l'élection présidentielle finlandaise de 2018.
Lors des élections législatives finlandaises de 2019, Riikka Purra est élue députée de la circonscription d'Uusimaa. 
Elle devient première vice-présidente des Vrais Finlandais en juin 2019.
En mars 2021, elle critique le gouvernement finlandais pour ses dépenses excessives, alors qu'un programme de soutien de trois milliards d'euros est accordé aux municipalités en pleine pandémie de Covid-19.
Riikka Purra est élue à la présidence des Vrais Finlandais le 14 août 2021, et devient la première femme à diriger ce parti. Elle déclare alors que le parti ne participerait jamais à un gouvernement où il ne serait pas en mesure de modifier de manière significative la politique d'immigration. Elle dit également vouloir lutter contre l'immigration « nuisible » en provenance des pays en voie de développement, et est favorable à une politique économique d'austérité.
Aux législatives de 2023, son parti atteint un record avec 20,1 % des voix. Il s'agit du meilleur résultat électoral de l'histoire du parti nationaliste. Riikka Purra rallie le plus grand nombre de voix sur son nom, environ 40 000, devant la Première ministre Sanna Marin qui recueille 35 000 voix.
À la suite des négociations gouvernementales avec le Parti de la coalition nationale, le Parti des Suédophones de Finlande et les Chrétiens-démocrates, elle entre comme vice-Première ministre et ministre des Finances dans le gouvernement Orpo.

## Polémiques
Le 5 juillet 2023, Riikka Purra annonce l'entrée de Wille Rydman au gouvernement, à la suite de la démission inattendue de son prédécesseur Vilhelm Junnila pour des blagues aux références nazies. 
Cela suscite très vite une vive controverse, Wille Rydman n'était membre du Parti des Finlandais que depuis six mois, et est également accusé d'agressions sexuelles par plusieurs femmes mineures au moment des faits.
Le 10 juillet 2023, des informations sur des textes racistes écrits en 2008 par une certaine « riikka » dans les commentaires du blog de Jussi Halla-aho font surface dans les médias. Compte tenu des données personnelles avancées par la personne ayant écrit ces textes, les médias estiment très probable que Riikka Purra soit l'auteur de ces textes racistes et violents. Le même jour, Riikka Purra s'exprime sur son blog pour dire qu'elle n'estime ne pas avoir à s'excuser d'écrits si vieux. À la suite de l'ampleur prise par l'affaire dans les médias et les réactions de la classe politique, notamment celle du président de la République, elle s'excuse.
Le 13 juillet 2023, les partis d'opposition finlandais exigent de Jussi Halla-aho un vote de confiance vis-à-vis du gouvernement dont fait partie Riikka Purra, ce qu'il refuse.

## Résultats électoraux

### Élections législatives
- 2019 : 5 960 voix (circonscription d'Uusimaa, élue[12])
- 2023 : 42 594 voix (circonscription d'Uusimaa, élue[13])

### Élections municipales
- 2017 : 253 voix (Kirkkonummi, élue[14] )

- 2021 : 1 314 (Kirkkonummi, élue[15])